# Heerlijkheid Oberstein
Oberstein was een heerlijkheid binnen het Heilige Roomse Rijk. Deze heerlijkheid was niet bij een kreits ingedeeld.
Oberstein maakt nu deel uit van de gemeente Idar-Oberstein in Rijnland-Palts.

## Geschiedenis

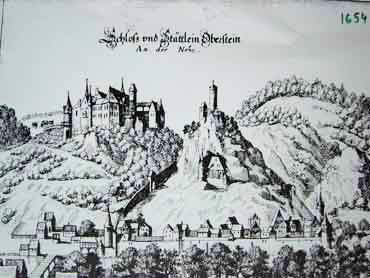
Schloss Oberstein

De eerst vermelde heer van Oberstein is Everardus de Steyna in 1075. De heerlijkheid kwam later aan de heren van Daun. Kort na 1400 bereikte de heerlijkheid haar grootste omvang.
In 1456 kocht Wirich IV van Daun-Oberstein het halve graafschap Falkenstein. Het huwelijk van zijn zoon Melchior met Margartha van Virneburg, bracht de andere helft van dit graafschap ook in het bezit van de familie.
In 1529 kwamen de heerlijkheden heerlijkheid Broich en Hohenlimburg in de familie door het huwelijk van graaf Wirich met Irmgard van Sayn-Sayn.
Na de dood van Wirich in 1546 werd het bezit verdeeld onder de nakomelingen van drie van zijn zonen en van een dochter:
- Amöna, gehuwd met de graaf van Nieuwenaar kreeg Hohenlimburg
- Filips kreeg Broich
- Johan kreeg Falkenstein (uitgestorven in 1628)
- Filips Frans, de zoon van de in 1509 overleden Sebastiaan kreeg Oberstein (uitgestorven in 1636)

De tak te Oberstein kwam na het uitsterven van de oudere tak in 1628 in het bezit van het graafschap Falkenstein en stierf vervolgens in 1636 zelf uit. Falkenstein en Oberstein vielen daardoor aan de oudste tak te Broich.
De laatste heer van Daun-Oberstein, Willem Wirich verkocht Falkenstein in 1667 aan het hertogdom Lotharingen en overleed in 1682. Zijn bezittingen werden geërfd door zijn beide dochters:
- Elizabeth, gehuwd met Georg Willem van Leiningen-Heidesheim erfde Broich
- Christina Louise, gehuwd met Emich Christiaan van Leiningen-Dagsburg erfde Oberstein. Hierbij nam het keurvorstendom Trier als leenheer 2/3 van de heerlijkheid in bezit volgens een overeenkomst van 1669.

De zetel van de graven in de Rijksdag ging bij het uitsterven verloren.
Nadat Frederik van Leiningen-Dagsburg, de zoon van Chritina Louise, in 1709 was gestorven kwam de heerlijkheid Oberstein aan de kleinzoon van Elizabeth, Christiaan Karel Reinhard van Leiningen-Heidesheim. De heerlijkheden Broich en Oberstein waren hierdoor weer in één hand.
In 1752 werd er een verdrag met Lotharingen gesloten over de Lotharingse lenen van Oberstein.
De dood van Christiaan Karel Lodewijk in 1766 zonder nakomelingen leidde bijna tot een oorlogje tussen het keurvorstendom Trier en Nassau-Saarbrücken. 
Omdat de zuster van de laatste graaf van Leiningen-Dagsburg, Elizabeth Dorothea, gehuwd was met Maurits van Limburg-Styrum werd de heer van Limburg-Styrum door Trier beleend met de heerlijkheid Oberstein. De Lotharingse lenen en de heerlijkheid Broich kwamen aan Hessen-Darmstadt en de lenen van Nassau-Saarbrücken werden niet meer uitgegeven. Al met al was de heerlijkheid sterk gekrompen. 
Het verdrag van 23 april 1773 tussen Trier en Limburg-Styrum legde vast dat Oberstein een condominium was van Trier (1/3) en Limburg-Styrum (2/3). Op 18 maart 1774 verpandde Trier zijn aandeel voor drie jaar aan Limburg-Styrum. In 1778 droeg Frankrijk als rechtsopvolger van Lotharingen de landshoogheid over het bos Winterhauch en het dorp Mittelbollenbach aan Trier over.
In 1797 werd de heerlijkheid door Frankrijk ingelijfd. Paragraaf 6 van de Reichsdeputationshauptschluss van 25 februari 1803 kende de graaf van Limburg-Styrum voor het verlies van de heerlijkheid Oberstein een eeuwigdurende rente van 12.200 gulden toe.
In 1813 kwam de voormalige heerlijkheid onder Pruisisch bestuur. Als gevolg van de besluiten van het Congres van Wenen in 1815 droeg Pruisen het gebied in 1817 over aan het groothertogdom Oldenburg als deel van een nieuw te vormen vorstendom Birkenfeld. In 1937 werd het voormalige vorstendom Birkenfeld, waar dus ook Oberstein onder viel, bij Pruisen gevoegd. 